# Marc Rochat
Marc Rochat (Losanna, 18 dicembre 1992) è uno sciatore alpino svizzero.

## Biografia
Attivo in gare FIS dal dicembre del 2007, Rochat ha esordito in Coppa Europa il 18 gennaio 2012 a Lenzerheide in slalom gigante e in Coppa del Mondo il 13 dicembre 2015 a Val-d'Isère in slalom speciale, in entrambi i casi senza completare la prova. Il 12 febbraio 2017 ha colto a Zakopane in slalom speciale il suo primo podio in Coppa Europa (2º) e il 6 dicembre 2017 a Fjätervålen la prima vittoria, nella medesima specialità; ai Mondiali di Courchevel/Méribel 2023, sua prima presenza iridata, si è classificato 14º nello slalom speciale e a quelli di Saalbach-Hinterglemm 2025 ha vinto la medaglia di bronzo nella combinata a squadre e si è piazzato 16º nello slalom speciale. Non ha preso parte a rassegne olimpiche.

## Palmarès

### Mondiali
- 1 medaglia:
  - 1 bronzo (combinata a squadre a Saalbach-Hinterglemm 2025)

### Coppa del Mondo
- Miglior piazzamento in classifica generale: 34º nel 2024

### Coppa Europa
- Miglior piazzamento in classifica generale: 3º nel 2018
- 13 podi:
  - 3 vittorie
  - 5 secondi posti
  - 5 terzi posti

#### Coppa Europa - vittorie
| Data             | Località      | Paese    | Specialità |
| ---------------- | ------------- | -------- | ---------- |
| 6 dicembre 2017  | Fjätervålen   | Svezia   | SL         |
| 17 febbraio 2018 | Jaun          | Svizzera | SL         |
| 11 marzo 2018    | Berchtesgaden | Germania | SL         |

Legenda:

SL = slalom speciale

### Australia New Zealand Cup
- Miglior piazzamento in classifica generale: 7º nel 2019
- 5 podi:
  - 3 vittorie
  - 1 secondo posto
  - 1 terzo posto

#### Australia New Zealand Cup - vittorie
| Data              | Località     | Paese         | Specialità |
| ----------------- | ------------ | ------------- | ---------- |
| 31 agosto 2017    | Coronet Peak | Nuova Zelanda | SL         |
| 29 agosto 2018    | Coronet Peak | Nuova Zelanda | SL         |
| 1º settembre 2019 | Coronet Peak | Nuova Zelanda | SL         |

Legenda:

SL = slalom speciale

### Campionati svizzeri
- 4 medaglie:
  - 1 oro (slalom speciale nel 2025)
  - 1 argento (slalom speciale nel 2018)
  - 2 bronzi (slalom speciale nel 2017; slalom speciale nel 2021)